# مينورو كاماتا
مينورو كاماتا (باليابانية: 鎌田實؛ بالكانا: かまた みのる) هو طبيب ياباني، ولد في 28 يونيو 1948 في سوغينامي في اليابان.